# Rivière Blanche (rivière Rimouski)
Pour les articles homonymes, voir Rivière Blanche.
La rivière Blanche coule dans la Réserve faunique Duchénier et dans la municipalité de Saint-Valérien, dans la municipalité régionale de comté (MRC) de Rimouski-Neigette, dans la région administrative du Bas-Saint-Laurent, au Québec, au Canada.
Cette rivière se déverse sur la rive ouest de la rivière Rimouski, laquelle coule vers le nord jusqu'à la rive sud du fleuve Saint-Laurent où elle se déverse au cœur de la ville de Rimouski.

## Géographie
La rivière Blanche prend sa source au lac des Baies (longueur : 9,3 km ; altitude : 208 m), dans la Réserve faunique Duchénier (au centre-nord de la réserve), dans les monts Notre-Dame. De forme complexe, ce lac est situé au sud du lac des Vingt-Quatre Arpents ; à l'est du lac de l'est et du lac Cossette ; au nord du Petit Lac Touradi et du Grand Lac Touradi ; et à l'ouest du lac Boucher. Plusieurs de ces lacs sont de forme allongée, encastrés dans leur petite vallée respective, constituant le prolongement de plis appalachiens orientés vers le nord-est.
Le barrage à l'embouchure du lac des Baies est situé à 21,1 km au sud-est du littoral sud-est du fleuve Saint-Laurent, à 2,2 km au sud-est de la limite nord de la Réserve faunique Duchénier et à 13,5 km au sud-est du centre du village de Saint-Eugène-de-Ladrière.
À partir du barrage à l'embouchure du lac des Baies, la rivière Blanche coule sur 13,3 km, répartis selon les segments suivants :
- 3,3 km vers le nord-est, dans la Réserve faunique Duchénier, jusqu'à la décharge du lac Dugas (venant du nord-est) ;
- 3,1 km vers le nord-est dans une vallée encavée, jusqu'à la limite de la municipalité de Saint-Valérien ;
- 6,9 km vers le nord-est dans Saint-Valérien, jusqu'à sa confluence. Note : une grande partie de ce segment de rivière constitue la limite nord de la Réserve faunique Duchénier[2].

La rivière Blanche se déverse sur la rive ouest de la rivière Rimouski, dans la partie basse du canyon des Portes de l'Enfer. Cette confluence est située à 15,3 km au sud-est du littoral Sud-Est du fleuve Saint-Laurent, à 2,1 km en amont de la confluence de la rivière Noire, à 1,2 km en aval de la confluence de la confluence de la Petite rivière Touradi et à 1,4 km en aval de la limite de la municipalité de Saint-Narcisse-de-Rimouski.

## Toponymie
Le toponyme Rivière Blanche a été officialisé le 5 décembre 1968 à la Commission de toponymie du Québec.